# Federico Salles
Federico Salles Gribodo (Rosario, Santa Fe; 24 de enero de 1984) es un actor, bailarín y cantante argentino de cine, teatro y televisión. Por su trabajo en teatro musical ha sido reconocido con cuatro Premios Hugo, un Premio ACE un Premio Florencio Sánchez y un Premio Trinidad Guevara. Obtuvo popularidad con su trabajo en telenovelas tales como Herederos de una venganza y Argentina, tierra de amor y venganza. También es conocido por interpretar a Moritz Stiffel en el musical Despertar de Primavera (2010) y a Elías Montero en la película Animal (2018).

## Biografía

### Juventud e inicios actorales
Federico Salles empezó a estudiar comedia musical a los nueve años en el Teatro El Círculo del ECM (Estudio de Comedias Musicales del Teatro El Círculo), donde su abuelo era el administrador. Su hermana Candela Salles Gribodo, también actriz, tuvo una participación como personaje de reparto (al igual que Federico) en la serie de televisión Chiquititas (de Cris Morena), lo que motivó a Salles y a su familia a mudarse a Buenos Aires en 2000. Se formó becado en la escuela de comedia musical de Julio Bocca y en la escuela de teatro de Julio Chávez. Además, estudió danza jazz y tap con Elizabeth de Chapeaurouge y canto con Marcelo Velasco Vidal. En 2007 rechazó una beca de estudio que se le había ofrecido para cursar en Massachusetts.

### Carrera en teatro
A los 14 años tuvo su primer rol en la obra Nine estrenada en el Teatro Metropolitan, con dirección de David Leveaux y coreografia de Jonathan Butterell, producción del Donmar Wharehouse de Londres.
Entre las comedias musicales que participó se encuentran: Rita, la salvaje protagonizado por Emme, Sweet Charity protagonizado por Florencia Peña y El joven Frankestein protagonizado por Guillermo Francella.
En 2010 protagoniza,la obra musical Despertar de primavera (adaptación de la obra de Broadway Spring Awakening junto con Fernando Dente y Florencia Otero, dirección de Ariel del Mastro, producción de Cris Morena ) con el papel de Moritz. Por dicho papel fue premiado con un Premio ACE a la mejor actuación masculina en musical, un Premio Hugo como revelación y un Premio Trinidad Guevara también como revelación.
También en el mismo año forma parte de Avenida Q (adaptación de la obra de Broadway Avenue Q) interpretando las marionetas de Nicky, Trekkie Monster y Osito de las Malas Ideas. Por este trabajo ganó un Premio Hugo como mejor actor de reparto.
En 2013 protagoniza la adaptación teatral de la película argentina Tango feroz: la leyenda de Tanguito. Por este trabajo vuelve a ganar un Premio Hugo al mejor actor de reparto.
En 2014 forma parte del musical Sres. & Sres. del musical, donde Pablo Gorlero y Ricky Pashkus reunieron a las voces masculinas más destacadas del género.
En el verano de 2015 protagoniza junto Diego Reinhold y Deborah Turza la obra Bulebú in concert en Villa Carlos Paz. Por este trabajo ganó los Premios Carlos y VOS al artista revelación. En mayo junto con Mariu Fernández presentaron el espectáculo independiente Sangre en el Teatro Molière. En octubre del mismo año, también en teatro independiente, estrena el unipersonal Vos y yo, escrita y dirigida por Dennis Smith en La Casona Iluminada.
En 2016 protagoniza la obra musical Franciscus (interpretando a Francisco de Asís) junto a Leticia Bredice, Florencia Otero y Ana María Picchio. La obra estrenada en el Teatro Broadway cuenta con la dirección general de Flavio Mendoza y con la dirección artística de Norma Aleandro.
En 2024 protagonizó "Legalmente Rubia" junto a Laurita Fernandez, dirigido por Ariel del Mastro, Teatro Liceo.

### Televisión
En televisión fue parte de proyectos como Chiquititas, Rebelde Way, Casi Ángeles, Jake & Blake (también de Cris Morena) como bolo y en clips musicales.
En 2011 tuvo su primer papel estable en televisión interpretando a Catulo en Herederos de una venganza (Pol-ka Producciones), una telenovela protagonizada por Luciano Castro y Romina Gaetani. Después participaría de los unitarios Historias de corazón (Telefe) y La celebración (Underground).
En 2015 interpreta al Padre Juan en la popular miniserie Signos (Pol-ka Producciones/TBS), protagonizada por Julio Chávez y creada y transmitida por El Trece y TNT.
En 2017 interpretó a Matías en la serie "El Maestro", protagonizada por Julio Chávez.
En 2019 interpreta a Gabriel Morel en la telenovela Argentina, tierra de amor y venganza, ese mismo año  formó parte del unitario de Polka "Tu parte del Trato". 
En 2022 se estrenó la serie El Presidente 2, Corruption Game de Armando Bo, de Amazon Prime y Gaumont; interpretando a Horst Dassler, hijo del fundador de Adidas.
En 2024 protagonizó "Felices los 6" de la plataforma Max, junto a Nicolás Furtado, Delfina Chavez, Malena Sanchez, Juan Sorini y Paly Duvall. Dirigido por Diego Kaplan, producción de Max y Kapow. También interpretó el tema musical de la serie.

## Filmografía

### Cine
| Año  | Título                          | Personaje     | Director                         |
| ---- | ------------------------------- | ------------- | -------------------------------- |
| 2008 | High School Musical: El desafío | Bailarín      | Jorge Nisco                      |
| 2009 | 8 semanas                       |               | Diego Schipani Alejandro Montiel |
| 2018 | Animal                          | Elías Montero | Armando Bó                       |
| 2024 | Los justos                      | Turco         | Martín Piñeiro                   |

### Televisión
| Año       | Título                               | Personaje                                    | Notas                     |
| --------- | ------------------------------------ | -------------------------------------------- | ------------------------- |
| 1999      | Chiquititas                          | Paco                                         | Participación             |
| 2011-2012 | Herederos de una venganza            | Catulo Tedeschi                              | Coprotagonista            |
| 2013      | Historias de corazón                 | Ricky "Ep: Solas, desesperadas y en carrera" | Participación             |
| 2014      | La celebración                       | Toto "Ep9: Funeral"                          | Participación             |
| 2015      | El mal menor                         | Javier "Ep: Pedro"                           | Coprotagonista            |
| 2015      | Signos                               | Padre Juan "Ep: Mes de sagitario"            | Participación especial    |
| 2015      | Conflictos modernos                  | Jeremías                                     | Episodio: «Mateo»         |
| 2017      | El maestro                           | Matías Pérez                                 | Participación especial    |
| 2019      | Campanas en la noche                 | Gabriel Amarante                             | Participación especial    |
| 2019      | Argentina, tierra de amor y venganza | Gabriel Celestino Morel Anchorena            | Antagonista               |
| 2019      | Monzón                               | Techo                                        | Participación especial    |
| 2019      | Tu parte del trato                   | Leonardo Blum                                | Coprotagonista            |
| 2020      | Cantando por un sueño 2020           | Él mismo                                     | Participante del certamen |
| 2022      | El presidente                        | Horst Dassler                                | Coprotagonista            |
| 2023-2024 | Buenos chicos                        | Rodrigo Puente                               | Participación especial    |
| 2024      | Felices los 6                        | Lautaro                                      | Coprotagonista            |

## Teatro
| Año     | Título                  | Director                                    | Teatro                                     |
| ------- | ----------------------- | ------------------------------------------- | ------------------------------------------ |
| 1998    | Nine                    | David Leveaux                               | Teatro Metropolitan                        |
| 2005–06 | Amorcitos               |                                             | Teatro Payró / La Galera                   |
| 2005    | Rita, la salvaje        | Ricky Pashkus                               | Teatro Maipo                               |
| 2006    | A las cuatro            | Mecha Fernández y Rony Keselman             | Teatro Payró / La Galera                   |
| 2006    | La Parka                | Diego Corán Oria                            | Teatro Liberarte                           |
| 2007    | Sweet Charity           | Steven Freeman                              | Teatro Lola Membrives                      |
| 2007–08 | Ella                    | Valeria Ambrosio                            | Teatro Lola Membrives / Teatro El Nacional |
| 2008    | Por amor al Maipo       | Valeria Ambrosio                            | Teatro Maipo                               |
| 2009    | El joven Frankestein    | Ricky Pashkus                               | Teatro Astral                              |
| 2009    | Swing Time              | Elizabeth de Chapeaurouge y Gustavo Carrizo | Teatro Maipo                               |
| 2010    | Despertar de primavera  | Cris Morena y Ariel Del Mastro              | Teatro Astral                              |
| 2010    | Avenida Q               | Natalia del Castillo                        | Paseo La Plaza                             |
| 2013    | Tango Feroz             | Ariel Del Mastro                            | Teatro Tabaris                             |
| 2013–14 | Y un día Nico se fue    | Ricky Pashkus                               | 25 de Mayo / La Comedia                    |
| 2013    | Canciones privadas      | Federico Salles                             | Teatro Sha                                 |
| 2014    | Sres & Sres del Musical | Pablo Gorlero y Ricky Pashkus               | Teatro Gran Rex                            |
| 2015    | Bulebú in concert       | Diego Reinhold                              | Teatro Bar                                 |
| 2015    | Sangre                  | Juan José Marco                             | Teatro Molière                             |
| 2015    | Vos y yo                | Dennis Smith                                | La Casona Iluminada                        |
| 2016    | Franciscus              | Flavio Mendoza - Norma Aleandro             | Teatro Broadway                            |
| 2017    | Relojero                | Analía Fedra García                         | Teatro Regio                               |
| 2023    | "Kinky Boots"           | Ricky Pashkus                               | Teatro LUXOR                               |
| 2024    | Legalmente rubia        | Ariel del Mastro y Marcelo Caballero        | Teatro Liceo                               |

## Premios

### Premios Hugo
| Año       | Categoría                                  | Título                 | Resultado |
| --------- | ------------------------------------------ | ---------------------- | --------- |
| 2009–2010 | Mejor interpretación masculina en emsamble | Swing Time             | Ganador   |
| 2009–2010 | Revelación masculina                       | Despertar de primavera | Ganador   |
| 2011      | Mejor actor de reparto                     | Avenida Q              | Ganador   |
| 2012–2013 | Mejor actor de reparto                     | Tango Feroz            | Ganador   |

### Premios ACE
| Año       | Categoría                            | Título                 | Resultado |
| --------- | ------------------------------------ | ---------------------- | --------- |
| 2009–2010 | Mejor actuación masculina en musical | Despertar de primavera | Ganador   |

### Premios Carlos
| Año  | Categoría              | Título            | Resultado |
| ---- | ---------------------- | ----------------- | --------- |
| 2015 | Mejor actor de reparto | Bulebú in concert | Ganador   |

### Otros premios
| Año  | Premio                              | Categoría      | Título                 | Resultado |
| ---- | ----------------------------------- | -------------- | ---------------------- | --------- |
| 2010 | Premios Trinidad Guevara            | Revelación     | Despertar de primavera | Ganador   |
| 2015 | Premios VOS                         | Revelación     | Bulebú in concert      | Ganador   |
| 2023 | MEJOR CANTANTE MASCULINO EN MUSICAL | Premios Carlos | Kinky boots            | Ganador   |